# Ширяев, Аркадий Николаевич
Ширяев Аркадий Николаевич (с. Маймакса Архангельской губернии, 1908 — не ранее 1953) — советский архитектор.

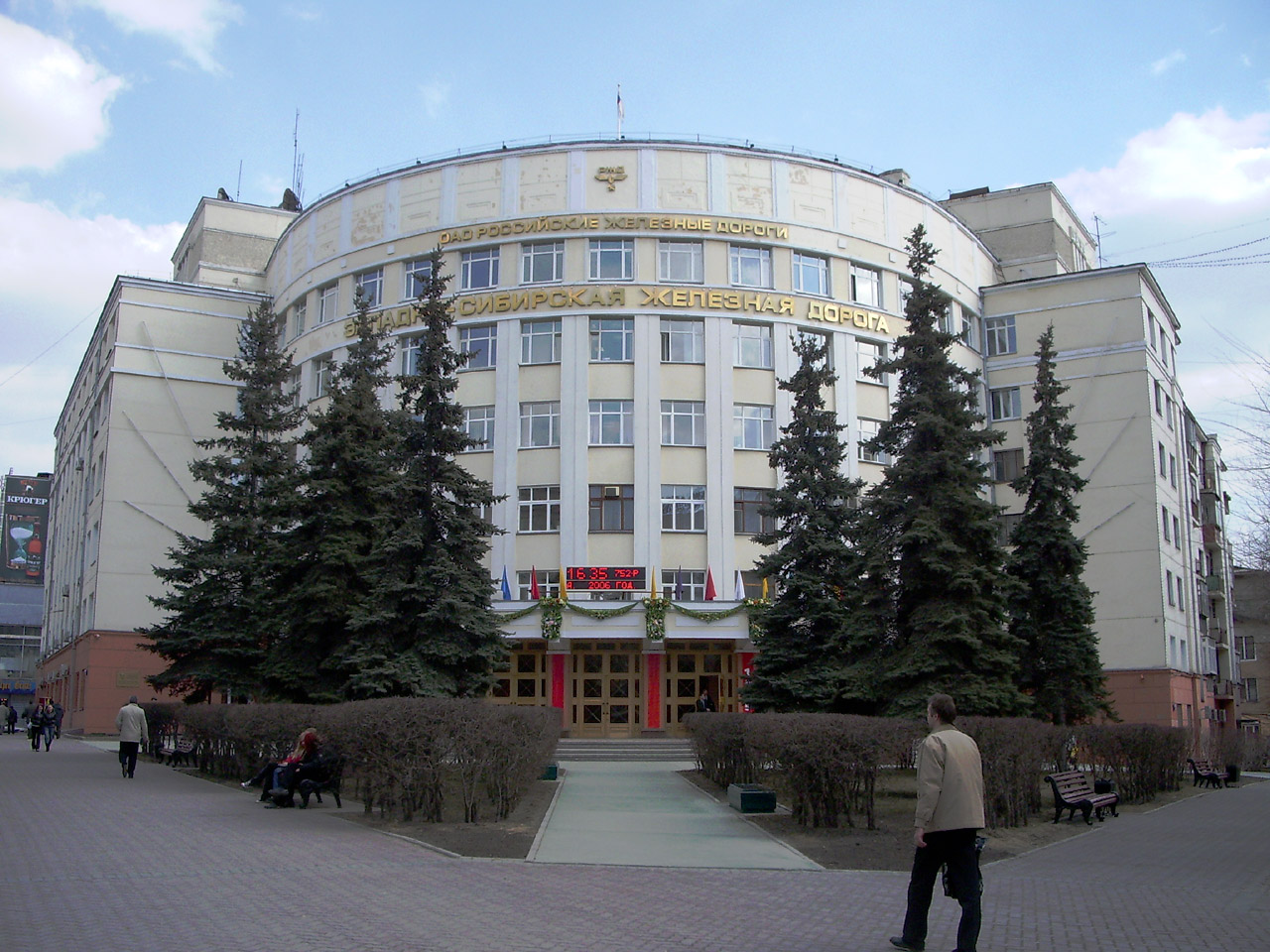
Управление Западно-Сибирской железной дороги, Новосибирск

В 1933 окончил Ленинградский институт инженеров коммунального строительства. В 1933 осуждён по ст. 58-8, 58-11, сослан на 3 года в Новосибирск. В Новосибирске построил (вместе с архитектором Венгеровым) здание управления Томской (ныне — Западно-Сибирской) железной дороги, здание штаба Сибирского военного округа; также построил жилые дома № 17 и № 37 на улице Урицкого. Все проекты выполнены в характерном для середины 1930-х годов стиле постконструктивизма. В 1936—1937 году живёт в Алма-Ате, работает старшим архитектором Казгоспроекта.
В 1937 повторно осуждён по ст. 58-10 на 10 лет исправительно-трудовых работ. Срок отбывал в Краслаге. 1938—1940 прораб строительного отдела, старший прораб на строительстве гидролизного завода в Канске. Третий раз осуждён в 1940 по ст. 58-10 на 10 лет. В 1941—1948 в лагере в Куйбышеве, работал в управлении особого строительства на разных должностях.
После окончания срока сослан в Красноярский край. В 1950 в ссылке в Бирилюссах, работал техником сельстроя при райисполкоме. С 1953 в Красноярске.

## Фотографии построенных зданий
- Здание Управления Западно-Сибирской железной дороги по ул. Урицкого, 36 / Воказльная магистраль, 14 в г. Новосибирске
- Жилой дом Томской железной дороги по ул. Урицкого, 37 в г. Новосибирске
- Здание штаба Сибирского Военного округа по ул. Красный проспект, 53 в г. Новосибирске (совместно с Д.М. Агеевым, Венгеровым)